# 기성초등학교 길헌분교
기성초등학교 는 대한민국 대전광역시 서구에 있는 공립 초등학교이다.

## 학교 연혁
- 1964년 10월 1일: 개교

## 참고 자료
- 기성초등학교 - 한국교육학술정보원 학교알리미